# The Delfonics
The Delfonics est un groupe américain de Philadelphia soul, populaire notamment à la fin des années 1960 et au début des années 1970.
Parmi leurs principaux tubes figurent La-La (Means I Love You), Didn't I (Blow Your Mind This Time), Break Your Promise, I'm Sorry, et Ready or Not Here I Come (Can't Hide from Love) qui ont tous été écrits par le parolier et producteur Thom Bell et le chanteur principal et fondateur du groupe William Hart.
Leurs chansons ont figuré dans de nombreuses bandes originales de films, notamment dans Jackie Brown de Quentin Tarantino (1997). Leur répertoire a été repris par de nombreux artistes comme Aretha Franklin, The Jackson 5, Patti LaBelle, New Kids on the Block, Todd Rundgren, Prince, Swing Out Sister ou The Manhattan Transfer. Le groupe interprète une chanson dans la série télévisée Luke Cage en 2016.

## Discographie

### Albums studio
- 1968 : La La Means I Love You
- 1969 : Sound of Sexy Soul
- 1970 : The Delfonics
- 1972 : Tell Me This Is a Dream
- 1974 : Alive & Kicking
- 1999 : Forever New